# Ramanum
Ramanum è un'isoletta delle Isole Caroline. Amministrativamente è una municipalità del Distretto Faichuk, di Chuuk, uno degli Stati Federati di Micronesia. 
Ha una 1 491 abitanti (Census 2008).